# Long Tall Weekend
Long Tall Weekend é o sétimo álbum de estúdio da banda They Might Be Giants, lançado em 1999.

## Faixas
Todas as faixas por They Might Be Giants.
1. "Drinking" – 1:36
2. "Boss of Me" – 2:56
3. "Maybe I Know" – 2:07
4. "Rat Patrol" – 2:07
5. "Token Back to Brooklyn" - 1:04
6. "Older" - 1:57
7. "Operators are Standing By" – 1:24
8. "Dark And Metric" – 1:44
9. "Reprehensible" – 3:20
10. "Certain People I Could Name" – 3:33
11. "Counterfeit Faker" – 2:15
12. "They Got Lost" – 4:42
13. "Lullaby To Nightmares" – 2:31
14. "On Earth My Nina" – 1:27
15. "The Edison Museum" – 2:00